# Graptacme splendida
Graptacme splendida is een Scaphopodasoort uit de familie van de Dentaliidae. De wetenschappelijke naam van de soort is voor het eerst geldig gepubliceerd in 1832 door Sowerby in Broderip & Sowerby.